# Flow Cytometry Standard
Flow Cytometry Standard (FCS) je normou, podle které jsou běžně zapisována a čtena data získaná metodou průtokové cytometrie, a nejrozšířenějším datovým formátem pro ukládání a sdílení těchto dat. Spravuje ji společnost ISAC (International Society for Advancement of Cytometry). Standard FCS byl jako první svého typu navržen a vyvinut v roce 1984. V současnosti je formát souboru FCS podporován veškerým komerčně dostupným cytometrickým softwarem.

## Struktura souboru
Datový soubor FCS se dělí na segmenty, a to minimálně tři.
- V segmentu HEADER (záhlaví) je specifikována verze FCS (např. „FCS3.1”) a umístění a rozsah ostatních segmentů v rámci souboru.
- Segment TEXT popisuje některé aspekty dat v souboru pomocí klíčových slov (keywords). Např. ve tvrzení $TOT/5000/ je klíčovým slovem $TOT a stanovuje celkový počet naměřených událostí. Těch je podle tvrzení 5000. Pro klíčová slova neexistují výchozí hodnoty. Mezi další tvrzení patří například údaje o době měření, jméno autora dat nebo vymezení dalšího segmentu TEXT vnořeného do datového segmentu. Mohou sem ovšem patřit i parametry gejtů (gate: strategicky zvolené vymezení podmnožiny událostí).
- Segment DATA obsahuje samotné naměřené hodnoty. V souboru FCS jsou uspořádány jednotlivé fluorescenční kanály, popřípadě kanály pro přímý a boční rozptyl, ve sloupcích. Řádky pak odpovídají jednotlivým událostem (events).
- Nepovinný segment ANALYSIS může obsahovat výsledky zpracování dat. Ve většině případů je analýza prováděna off-line, tj. po akvizici dat. Proto nacházíme segment ANALYSIS jen zřídka v originálu datového souboru, zato běžně v jeho kopii po zpracování dat jako následném úkonu.

Schéma dat z průtokové cytometrie dle formátu FCS. Zde pracuje přístroj se 3 kanály pro rozptyl a 13 fluorescenčními kanály. Vidět jsou zde pouze data z měření prvních 30 buněk. (anglicky)

## Historie
V roce 1984 navrhli americký bioinformatik Robert F. Murphy a imunolog Thomas M. Chused jednotný formát pro výstupy z cytometrických experimentů. Jako pohnutku uvedli rostoucí složitost generovaných dat a častější potřebu přenosnosti těchto dat mezi různými typy přístrojů. Jako sjednocený přístup byl tudíž navržen binární soubor s konkrétními náležitostmi. V roce 1990 uvedl kolektiv autorů ze Society for Analytical Cytology (předchůdce ISAC) verzi FSC 2.0. Verze 2.0 umožnila mj. Ukládání několika setů dat do jednoho souboru. V roce 1997 byla uvedena verze 3.0, ve které byla odstraněna horní hranice kapacity 100 MB na jeden soubor. Současnou verzí, uvedenou roku 2010, je FCS 3.1., která mimo jiné rozšířila repertoár použitelných znaků v textovém segmentu souboru.